# Złote Tarasy
Złote Tarasy – kompleks handlowo-biurowo-rozrywkowy znajdujący się przy ul. Złotej 59 w Warszawie.

## Inwestycja
Inwestorem kompleksu był ING Real Estate, głównym wykonawcą zaś Skanska. Całość została zaprojektowana przez kalifornijską pracownię Jerde Partnership, a także przez polskie oddziały firm Ove Arup (konstrukcje) i Tebodin (instalacje).
Przygotowania do rozpoczęcia budowy trwały sześć lat. Inwestorem były Złote Tarasy Sp. z o.o., do której miasto Warszawa aportem wniosło grunt, na którym znajduje się centrum.
Budowę Złotych Tarasów rozpoczęto w październiku 2002 r. Wartość całej inwestycji oszacowano na około 1,5 miliarda złotych. Część handlowa obiektu została otwarta 7 lutego 2007.
W 2013 r. miasto sprzedało ostatnie 23,15 procenta udziałów w spółce Złote Tarasy Sp. z o.o. za 217,6 mln zł. Właścicielem centrum jest spółka Unibail-Rodamco-Westfield.
W skład kompleksu wchodzi kilka połączonych ze sobą budynków. Od strony alei Jana Pawła II znajduje się kinowy multipleks „Multikino Złote Tarasy”, wzdłuż ulicy Złotej dwa wygięte w łuk budynki biurowe o wspólnej nazwie Lumen, a od strony ulicy Emilii Plater wieżowiec Skylight o wysokości około 105 metrów, który także pełni funkcję biurowca. Centralna część Złotych Tarasów przykryta jest wielkim szklanym dachem.
W 2020 r. w centrum działało 200 sklepów i 30 restauracji, kawiarni i barów.